# Tomentella brunneorufa
Tomentella brunneorufa är en svampart som beskrevs av M.J. Larsen 1974. Tomentella brunneorufa ingår i släktet Tomentella och familjen Thelephoraceae.   Inga underarter finns listade i Catalogue of Life.